# Davide Moro
Davide Moro (Taranto, 2 gennaio 1982) è un allenatore di calcio ed ex calciatore italiano, di ruolo centrocampista, tecnico della Sanremese.

## Carriera

### Giocatore
Cresciuto nel settore giovanile dell'Empoli, con cui vince il Torneo di Viareggio nel 2000, Moro viene poi mandato in prestito per due stagioni consecutive: prima in Serie C2, alla Sangiovannese, e in seguito in Serie C1 al Varese. In entrambi i casi gioca titolare, ritornando poi in pianta stabile a Empoli.
A partire dalla stagione 2004-2005 entra a far parte della rosa della squadra toscana, con la quale, nelle prime quattro stagioni, totalizza 132 presenze tra Serie B e Serie A, con all'attivo una rete in massima serie in occasione del pareggio interno contro la Reggina del 19 maggio 2007.
Il 17 agosto 2009 passa ufficialmente al Livorno con la formula del prestito con diritto di riscatto per la stagione successiva fissato a due milioni di euro, tornando così a calcare in campi di massima serie (28 presenze nella stagione 2009-2010, chiusa dai labronici all'ultimo posto.
Nell'estate del 2010 non viene riscattato, e torna all'Empoli. Resta coi toscani per altre quattro stagioni e mezza, contribuendo, con 20 presenze ed una rete, alla promozione in Serie A della stagione 2013-2014. Nella stagione successiva colleziona altre 4 presenze.
Il 14 gennaio 2015 passa a titolo definitivo alla Salernitana. Il 18 gennaio gioca la prima partita in maglia granata contro il Martina Franca. Invece il 28 marzo segna il suo primo gol contro la Reggina, partita vinta per 2-1.
Il 31 agosto 2016 passa a titolo definitivo alla Cremonese, in Lega Pro.
Il 9 dicembre 2017 passa all'Audace Cerignola, in Serie D, prima di ritirarsi.

### Allenatore
Diventato collaboratore delle giovanili dell'Empoli nel 2020, nel settembre del 2022 consegue il patentino UEFA A a Coverciano che abilita ad allenare formazioni giovanili e squadre fino alla Lega Pro e consente di essere allenatore in seconda in Serie A e B.

## Statistiche

### Presenze e reti nei club
| Stagione           | Squadra            | Campionato         | Campionato | Campionato | Coppe nazionali | Coppe nazionali | Coppe nazionali | Coppe europee | Coppe europee | Coppe europee | Altre coppe | Altre coppe | Altre coppe | Totale | Totale |
| Stagione           | Squadra            | Comp               | Pres       | Reti       | Comp            | Pres            | Reti            | Comp          | Pres          | Reti          | Comp        | Pres        | Reti        | Pres   | Reti   |
| ------------------ | ------------------ | ------------------ | ---------- | ---------- | --------------- | --------------- | --------------- | ------------- | ------------- | ------------- | ----------- | ----------- | ----------- | ------ | ------ |
| 2001-2002          | Empoli             | A                  | 0          | 0          | CI              | 0               | 0               | -             | -             | -             | -           | -           | -           | 0      | 0      |
| 2002-2003          | Sangiovannese      | C2                 | 31         | 1          | CI-C            | 0               | 0               | -             | -             | -             | -           | -           | -           | 31     | 1      |
| 2003-2004          | Varese             | C1                 | 31+2       | 0          | CI-C            | 2               | 0               | -             | -             | -             | -           | -           | -           | 35     | 0      |
| 2004-2005          | Empoli             | B                  | 32         | 2          | CI              | 2               | 0               | -             | -             | -             | -           | -           | -           | 34     | 2      |
| 2005-2006          | Empoli             | A                  | 32         | 0          | CI              | 2               | 0               | -             | -             | -             | -           | -           | -           | 34     | 0      |
| 2006-2007          | Empoli             | A                  | 36         | 1          | CI              | 0               | 0               | -             | -             | -             | -           | -           | -           | 36     | 1      |
| 2007-2008          | Empoli             | A                  | 32         | 0          | CI              | 2               | 0               | CU            | 0             | 0             | -           | -           | -           | 34     | 0      |
| 2008-2009          | Empoli             | B                  | 37+2       | 0          | CI              | 5               | 0               | -             | -             | -             | -           | -           | -           | 44     | 0      |
| 2009-2010          | Livorno            | A                  | 28         | 0          | CI              | 1               | 0               | -             | -             | -             | -           | -           | -           | 29     | 0      |
| 2010-2011          | Empoli             | B                  | 31         | 2          | CI              | 1               | 0               | -             | -             | -             | -           | -           | -           | 32     | 2      |
| 2011-2012          | Empoli             | B                  | 37+2       | 0          | CI              | 2               | 0               | -             | -             | -             | -           | -           | -           | 41     | 0      |
| 2012-2013          | Empoli             | B                  | 39+4       | 3          | CI              | 1               | 1               | -             | -             | -             | -           | -           | -           | 44     | 4      |
| 2013-2014          | Empoli             | B                  | 20         | 1          | CI              | 2               | 0               | -             | -             | -             | -           | -           | -           | 22     | 1      |
| 2014-gen. 2015     | Empoli             | A                  | 4          | 0          | CI              | 0               | 0               | -             | -             | -             | -           | -           | -           | 4      | 0      |
| Totale Empoli      | Totale Empoli      | Totale Empoli      | 300+8      | 9          |                 | 17              | 1               |               | 0             | 0             |             | -           | -           | 325    | 10     |
| gen.-giu. 2015     | Salernitana        | LP                 | 16         | 1          | CI+CI-LP        | 0               | 0               | -             | -             | -             | SLP         | 1           | 0           | 17     | 1      |
| 2015-2016          | Salernitana        | B                  | 37+2       | 0          | CI              | 3               | 0               | -             | -             | -             | -           | -           | -           | 42     | 0      |
| ago. 2016          | Salernitana        | B                  | 1          | 0          | CI              | 2               | 0               | -             | -             | -             | -           | -           | -           | 3      | 0      |
| Totale Salernitana | Totale Salernitana | Totale Salernitana | 54+2       | 1          |                 | 5               | 0               |               | -             | -             |             | 1           | 0           | 62     | 1      |
| 2016-2017          | Cremonese          | LP                 | 22         | 2          | CI+CI-LP        | 0               | 0               | -             | -             | -             | SLP         | 1           | 0           | 23     | 2      |
| dic. 2017-2018     | Audace Cerignola   | D                  | 11         | 0          | CI-D            | 1               | 0               | -             | -             | -             | -           | -           | -           | 12     | 0      |
| Totale carriera    | Totale carriera    | Totale carriera    | 477+12     | 13         |                 | 26              | 1               |               | -             | -             |             | 2           | 0           | 517    | 14     |

## Palmarès

### Giocatore

#### Competizioni giovanili
- Torneo di Viareggio: 1
- Empoli: 2000

#### Competizioni nazionali
- Campionato italiano di Serie B: 1

Empoli: 2004-2005
- Campionato italiano Lega Pro: 2

Salernitana: 2014-2015 (girone C)
Cremonese: 2016-2017 (girone A)